# Beowulf
della gloria, in giorni lontani, dei Danesi con l'Asta, 
dei re della nazione; che grandi cose fecero
quei principi, nel passato...»
Bēowulf (pronuncia inglese antica: [ˈbeːəwʊɫf], pronuncia inglese moderna: [ˈbeɪəˌwʊlf]) è un poema epico anonimo, scritto in una variante sassone occidentale dell'anglosassone (o inglese antico). La datazione è tuttora incerta, tuttavia gli indizi più significativi finora raccolti dagli studiosi tenderebbero a collocarla attorno alla metà dell'VIII secolo. Con i suoi 3182 versi, è il più lungo, nonché unico poema epico della letteratura anglosassone; è giunto attraverso un unico manoscritto, il Cotton Vitellius, conservato alla British Library.
Il titolo Beowulf (dal nome dell'eroe del poema) fu attribuito a quest'opera a partire dal XIX secolo. Non è stato tramandato nelle fonti nordiche nessun racconto che corrisponda a quello del Beowulf; è dunque possibile che l'autore del poema inglese antico abbia rielaborato autonomamente materiale leggendario di origine nordica, creando un'opera originale sulla base di un patrimonio tramandato oralmente. Infatti sebbene sia un poema inglese, si tratta di uno dei più famosi poemi della storia su una ambientazione norrena, che ha poi ispirato centinaia di altri autori di genere epico e fantasy, come per esempio J. R. R. Tolkien. Anthony Burgess osserva che Beowulf è essenzialmente una storia di guerrieri; più precisamente, rappresenta l'unico esempio di poema epico completamente basato sull'archetipo dello scontro fra l'eroe e il mostro (San Giorgio e il drago).

## Contesto storico

Vengono mostrate le tribù menzionate nel Beowulf e mostra il viaggio di Beowulf a Heorot e il probabile sito della composizione del poema, a Rendlesham nella contea del Suffolk, colonizzata dagli Angli. Vedere Scandza per i dettagli della frammentazione politica della Scandinavia nel VI secolo.

Gli eventi nel poema hanno luogo durante buona parte del VI secolo e non coinvolgono personaggi inglesi. Secondo alcuni, Beowulf fu composto per la prima volta nel VII secolo a Rendlesham in Anglia orientale, siccome la nave funeraria di Sutton Hoo mostra uno stretto legame con la Scandinavia, ed è probabile che la dinastia reale anglica orientale, i Wuffinga, fosse discendente dei Geati Wulfingas. Altri hanno associato il poema alla corte di re Alfredo il Grande o con la corte del re Canuto il Grande.
Il poema miscela elementi storici, fantastici, mitici e leggendari. Sebbene lo stesso Beowulf non è menzionato in alcun manoscritto angloassone, molti personaggi e eventi nominati nel Beowulf sono attestati nelle fonti scandinave. In particolare, ciò riguarda non solo singoli individui (come Healfdene, Hroðgar, Halga, Hroðulf, Eadgils e Ohthere), ma anche clan (come Scyldings, Scylfings e Wulfings) e eventi come la battaglia tra Eadgils e Onela. L'incursione in Frisia del re Hygelac è menzionata da Gregorio di Tours nella sua Storia dei Franchi e può essere fatto risalire al 521 circa.
L'opinione prevalente vuole che figure come il re Hroðgar e gli Scyldings di Beowulf siano basate su personaggi storici della Scandinavia del VI secolo. Come il Frammento di Finnesburg e diversi poemi più brevi sopravvissuti, il Beowulf è stato di conseguenza utilizzato come fonte di informazioni su figure scandinave come Eadgils e Hygelac, e su figure germaniche continentali come Offa, re degli Angli continentali. Tuttavia, lo studioso Roy Liuzza sostiene che il poema è "frustrantemente ambivalente", non è né mito né racconto popolare, ma è ambientato "su un complesso sfondo di storia leggendaria... su una mappa approssimativamente riconoscibile della Scandinavia", e commenta che i Geati del poema potrebbero corrispondere ai Gautar (dell'odierno Götaland); o forse ai leggendari Getae.

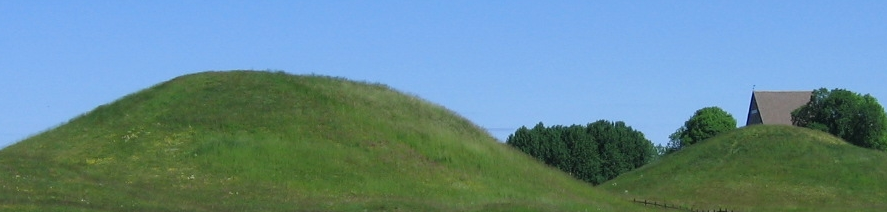
Reperti dal tumulo occidentale di Gamla Uppsala a sinistra, scavati nel 1874, sono a sostegno della veridicità di Beowulf e delle saghe.

Le prove archeologiche del XIX secolo potrebbero confermare alcuni elementi della storia di Beowulf. Eadgils fu sepolto a Uppsala (Gamla Uppsala, Svezia) secondo Snorri Sturluson. Quando il tumulo occidentale (a sinistra nella foto) fu scavato nel 1874, i reperti mostrarono che un uomo potente fu sepolto in un grande tumulo, intorno al 575, su una pelle d'orso con due cani e ricche offerte funerarie. Il tumulo orientale fu scavato nel 1854 e conteneva i resti di una donna, o di una donna e un giovane uomo. Il tumulo centrale non è stato scavato.
In Danimarca, recenti scavi archeologici a Lejre, dove la tradizione scandinava colloca la sede degli Scyldings, Heorot, hanno rivelato che una sala fu costruita a metà del VI secolo, in corrispondenza del periodo descritto nel Beowulf, alcuni secoli prima della composizione del poema. Durante gli scavi sono state trovate tre sale, ciascuna lunga circa 50 metri.

## Storia del manoscritto
Beowulf è il più lungo poema epico in lingua inglese arcaica nonché uno dei più antichi fra quelli sopravvissuti. Il manoscritto in cui fu ritrovato è generalmente datato intorno all'anno 1000. Insieme a Beowulf, il manoscritto conservato alla British Library, il cosiddetto Cotton Vitellius, raccoglie altre opere di epoche diverse, accomunate dalla presenza di mostri e creature fantastiche. La trascrizione del manoscritto è opera di due monaci amanuensi, ciascuno dei quali ha copiato circa metà del poema. Il manoscritto appartenne a Lawrence Nowell nel XVI secolo (ed è per questo noto anche come Codice Nowell); passò in seguito a Robert Bruce Cotton nel XVII secolo, e fu danneggiato da un incendio della Cottonian Library nel 1731.

## Trama

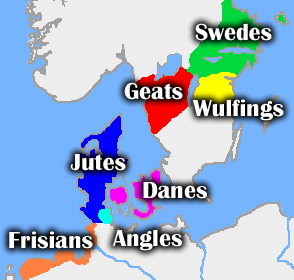
Mappa dei territori e delle tribù del poema

Il poema si apre con la costruzione di un'immensa dimora per ordine del re danese Hrothgar a Heorot, il "Cervo". La splendida reggia attira l'attenzione di Grendel, un "vagabondo delle marche", un mostro gigantesco e sanguinario il cui aspetto viene descritto sempre indirettamente e a tratti, probabilmente un orco della mitologia nordica. Dopo aver osservato con attenzione la vita nella reggia dall'esterno per qualche tempo, Grendel prende a far visita al Cervo ogni notte, mietendo molte vite a ogni suo passaggio.
In soccorso al disperato re danese arriva Beowulf, nipote del re dei Geati, che abitano in Svezia meridionale. Anche dell'aspetto di Beowulf non si sa molto; certamente si tratta di un uomo molto giovane, fisicamente "eccessivo" (dotato di una statura e di una forza sovrumane, che lo fanno spesso apparire simile a quei giganti che la mitologia nordica ritrae sempre come ostili e pericolosi). Saputo che la bestia non può essere scalfita dalle armi forgiate da umani, Beowulf decide di affrontare Grendel a mani nude. In un terribile combattimento, grazie all'intervento di tutti gli uomini che aiutano Beowulf ad immobilizzarne e a strapparne un braccio, Grendel, privo dell'arto, fugge alla sua tana nella palude marittima, dove muore. Il suo braccio viene attaccato ad una parete di Heorot come trofeo.
Passata tutta la giornata a festeggiare al Cervo, la notte successiva il palazzo viene visitato da una creatura altrettanto sanguinaria, la madre di Grendel, che viene rappresentata come una donna mostruosa e gigantesca, che abita con il figlio in un antro subacqueo nascosto negli acquitrini marittimi di una marca remota e inquietante. Beowulf offre ancora il suo sostegno al re e si reca, in una sorta di simbolica discesa agli inferi, a incontrare l'Orchessa, uscendone nuovamente vittorioso. Tuttavia, è da evidenziare una escalation drammatica nel fatto che, per affrontare l'Orchessa, Beowulf, diversamente da quanto accaduto con Grendel, affronta da solo il nemico e non rinuncia ad armi ed armature, anzi si affida esplicitamente alla cotta e alla sua spada, che peraltro si rivelerà incapace di scalfire la pelle del mostro.
Beowulf riesce ad avere la meglio solo in virtù di una spada prodigiosa, forgiata non da mano umana, trovata in una circostanza fortuita nell'antro del mostro durante la lotta, senza la quale sarebbe certamente perito nello scontro. Ad esaltare le doti fisiche di Beowulf, la spada, forgiata per dei giganti, viene descritta di dimensioni eccessive per essere manovrata da un normale essere umano. Essa andrà distrutta, corrosa dal sangue delle due bestie, la madre e Grendel, il cui corpo giace nella tana e a cui Beowulf mozza la testa come trofeo.
In una subitanea accelerazione della narrazione, Beowulf, tornato in patria, diventa re dei Geati e regna per 50 anni. Il suo regno viene però aggredito da un nuovo mostro, questa volta un lindworm volante (quest'ultimo definito anche come drago e serpente di fuoco), risvegliato dal suo torpore dopo essersi accorto dell'assenza di una coppa dal mucchio del tesoro nella sua tana. La figura del drago di Beowulf rappresenta un esempio canonico a cui si è certamente ispirata molta letteratura successiva, anche contemporanea: il drago di Beowulf è una serpe alata e volante; sputa fiamme e custodisce un antico tesoro. Già anziano, Beowulf affronta il drago per proteggere il proprio regno; pur riuscendo a ucciderlo, morirà anch'egli nello scontro (come Thor è destinato a morire uccidendo il gigantesco serpente d'acqua).

## Personaggi
Personaggi principali in ordine alfabetico:

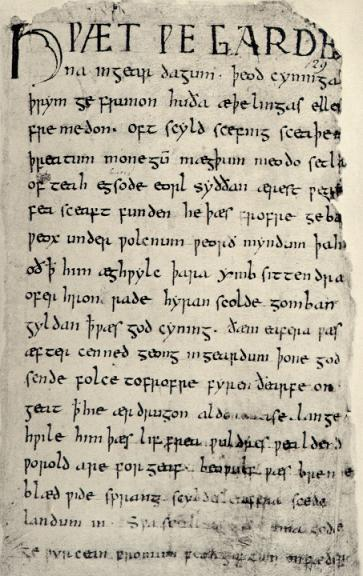
La prima pagina del manoscritto di Beowulf in inglese antico

- Beowulf: mitico figlio di Edgetho, nipote di Higlac, al quale egli era molto legato. Nacque nel 495 d.C.; si recò in Danimarca per liberare Hrothgar Herot da Grendel nel 515, e più tardi accompagnò Higlac in una spedizione contro i Franchi e i Frisoni nel 521. Divenne re dei Geati nel 533 e regnò fino alla sua morte. Molti anni prima Hrothgar, il re dei danesi, ospitò ed aiutò il padre di Beowulf in difficoltà, il che spiega il viaggio di Beowulf per aiutare Hrothgar a liberare la Danimarca del mostro Grendel.
- Beo: re danese, figlio di Shild e padre di Healfdane.
- Breca: amico di gioventù di Beowulf, suo rivale in una gara di nuoto.
- Edgetho o Ecgþeow: padre di Beowulf, marito dell'unica figlia di Hrethel, era un famoso guerriero.
- Efor: guerriero geata che uccise il re svedese Ongentho; come ricompensa ebbe in sposa la figlia di Higlac.
- Esher o Æschere: nobile danese, consigliere di re Hrothgar e suo amico fidato. Ucciso dalla madre di Grendel.
- Finn: re frisone che aveva sposato la sorella di Hnaf.
- Freaw: principessa danese, figlia di Hrothgar, venne data in sposa a Ingeld, principe degli Hathobard, nella prospettiva di risolvere la faida tra i due popoli.
- Halga: principe danese, terzo figlio di Healfdane, fratello minore di re Hrothgar e padre di Hrothulf.
- Hathcyn: re dei Geati, secondo figlio di Hrethel, che salì al trono dopo aver accidentalmente ucciso suo fratello maggiore, Herbald. Egli fu infine ucciso da Ongentho, re degli Svedesi.
- Hathlaf: guerriero Wulfing ucciso da Edgetho. Per la morte di Wulfing il clan a cui apparteneva richiese una somma di denaro (guidrigildo), che il clan di Edgetho non poteva pagare. Edgetho venne quindi mandato da re Hrothgar, che pagò la somma dovuta.
- Healfdane: re danese, figlio di Beo e padre di Hergar, Hrothgar, Halga e Anni.
- Herbald: principe dei Geati e figlio di Hrethel.
- Herdred: re dei Geati, figlio di Higlac, ucciso poi da Onela degli svedesi.
- Hergar: re danese, figlio di Healfdane, fratello maggiore e predecessore di Hrothgar. Egli divenne padre di Herwald e regnò solo per breve tempo.
- Hermod: re di Danimarca, che storicamente ha poca importanza.
- Higd: Moglie di Higlac, figlia di Hareth. Il suo nome significa 'pensiero' o 'prudente'. Sua madre era tacita e poco importante in questo periodo, come accadde per le donne che sono ricordate solo per i loro padri e/o mariti, o quando utilizzate come "doni di pace" tra le tribù in lotta.
- Higlac: re dei Geati, figlio di Hrethel e fratello minore di Herbald e Hathcyn. Higlac fu al tempo stesso signore feudale di Beowulf e suo zio.
- Hnaf: re danese, ucciso dal cognato Finn.
- Hrethel: re dei Geati, padre di Higlac e nonno di Beowulf.
- Hrethric: primo dei due figli di Hrothgar.
- Hrothgar: re danese, secondo figlio di Healfdane. Ha costruito Herot (il cervo), la grande reggia. Era terrorizzato dai violenti massacri di Grendel, fino all'arrivo di Beowulf e l'uccisione di Grendel. Un personaggio importante, Hrothgar è raffigurato alla fine della sua vita come saggio e coraggioso, sebbene ancora turbato a causa dei massacri subiti dal suo popolo e delle dispute per la sua successione.
- Hrothmund: Il più giovane dei due figli di Hrothgar.
- Hrothulf: Figlio di Halga e nipote di Hrothgar. Uccise il primogenito e legittimo erede di Hrothgar, Hrethric, così da poter prendere il potere dopo la morte di Hrothgar.
- Ingeld: principe della Hathobards, figlio di Froda. Ha sposato Freaw, una principessa danese.
- Offa: re degli Angli, più precisamente della fazione che rimase sul continente europeo e non emigrò in Angle-land (Inghilterra). Egli è il marito di Thrith.
- Onela: re degli svedesi e figlio minore di Ongentho e fratello minore di Ohthere. In seguito divenne re di Götaland ed i due figli di Ohthere, Eanmund ed Eadgils, dovettero cercare rifugio da Herdred, il re dei Geati. Questo causò l'attacco da parte di Onela contro i Geati. Durante la battaglia, Eanmund morì per mano del campione di Onela, Weohstan, e morì pure Heardred. Più tardi Beowulf divenuto re dei Geati, invase la Svezia con il nipote più giovane Eadgils, il quale uccise Onela e governò sulla Svezia.
- Ongentho: re degli svedesi, famoso guerriero e padre di Onela. Ha ucciso Hathcyn e successivamente è stato ucciso da un gruppo di Geati guidati da Higlac.
- Shild: re dei danesi, il padre di Beo, nonno di Healfdane e bisnonno di Hrothgar.
- Thrith: moglie di Offa, il re degli Angli. Lei era una giovane donna arrogante e violenta, che è stata migliorata nel carattere dal marito. Nessuna ulteriore informazione è data per questo personaggio, nemmeno sulla sua origine.
- Unferth: cortigiano di Hrothgar, famoso come guerriero danese e per via del suo ottimo linguaggio. Figlio di Ecglaf, egli prestò la sua spada, Hrunting, a Beowulf per la sua battaglia contro la Madre di Grendel.
- Weland: fabbro mitico, ricordato in molti poemi germanici del periodo. Come affermò Raffel direttamente, 'attribuire una spada o una maglia di ferro al suo talentuoso martello era un modo di evocare un'associazione automatica di splendida fattura e, in molti casi, anche di uomini o opere meravigliose.'
- Welthow o Wealhþeow: moglie di Hrothgar e madre di Hrethric e Hrothmund, nel poema svolse l'importante ruolo di "padrona di casa" e "locandiera".
- Wiglaf: giovane guerriero dei Geati. Figlio di Wexstan, si ritiene fosse in parte svedese. Viaggiò con Beowulf quando combatté il drago, e fu l'unico della banda di Beowulf che venne in suo aiuto durante la battaglia. Egli divenne presumibilmente re dopo la morte di Beowulf.

Antagonisti:
- Grendel: mostro mangia-uomini che terrorizzava il popolo danese, fu ucciso da Beowulf. Grendel viveva con la madre in fondo ad una laguna, abitata da altri mostri. Viene considerato discendente di Caino ('il progenitore di tutti gli spiriti del male').
- Madre di Grendel: definita mostro o signora guerriera a seconda delle traduzioni, progenie della linea maledetta di Caino. Visse nel covo sotterraneo di fuoco, vendicò l'omicidio di suo figlio uccidendo Æschere, il consigliere di Hrothgar, e alla fine venne uccisa da Beowulf.
- Drago: Un drago che visse per centinaia di anni all'interno di un tumulo a guardia di un antico tesoro, finché non venne disturbato da uno schiavo in fuga. La sua ira lo spinge a devastare Götaland, bruciando interi villaggi con il suo alito infuocato. Infine, rimase ucciso in un combattimento con Beowulf, nel quale perirono entrambi.

Personaggi secondari:
- Emer: figlio di Offa.
- Ermlaf: nobile danese e fratello minore di Esher.
- Fitla: nipote di Siegmund. Siegmund pare che abbia sposato sua sorella.
- Froda: capo degli Hathobards, padre di Ingeld.
- Garmund: padre di Offa.
- Hama: personaggio del ciclo di racconti di Ermric. Non è chiaro il ruolo nel poema di Beowulf.
- Hareth: padre di Higd, rispettato e benestante.
- Hemming: parente di Offa.
- Hengest: guerriero, un danese, luogotenente di Hnaf e, infine, il suo successore.
- Herward: figlio di Hergar.
- Hondshew: guerriero geata, compagno di Beowulf durante il suo viaggio in Danimarca alla corte di re Hrothgar. Venne ucciso e mangiato da Grendel.
- Siegmund: eroe germanico, del ciclo di Sigfrido, a cui Beowulf venne paragonato.
- Swerting: nonno di Higlac.
- Wels: padre di Siegmund. Il suo nome deriva dal Völsung della saga dei Völsungar.
- Wexstan: padre di Wiglaf e in qualche modo collegato al Beowulf.
- Wulf: guerriero dei Geati e fratello di Efor.
- Wulfgar: araldo di Hrothgar. Nessuna spiegazione relativa alla sua discendenza è disponibile, salvo per la frase che lo descrive come 'principe nato per gli svedesi'.

## Forma letteraria
Il testo è fondato sull'allitterazione (non vi sono rime) e il metro è basato sul numero di accenti (quattro per verso) anziché sul numero di sillabe. Lo stile narrativo fa largo uso delle kenning (tipiche di gran parte della letteratura antica nordeuropea) ovvero sul riferimento a personaggi, luoghi, eventi attraverso perifrasi e metafore canoniche (per esempio i "marinai" sono i "guerrieri del mare"). Le kenning, che contribuiscono a conferire al testo un sapore fortemente allegorico, sono usate in modo sistematico; spesso, addirittura, più kenningar vengono combinate in un'unica frase, in costruzioni linguistiche spesso difficilmente penetrabili dal lettore moderno.

## Impatto culturale

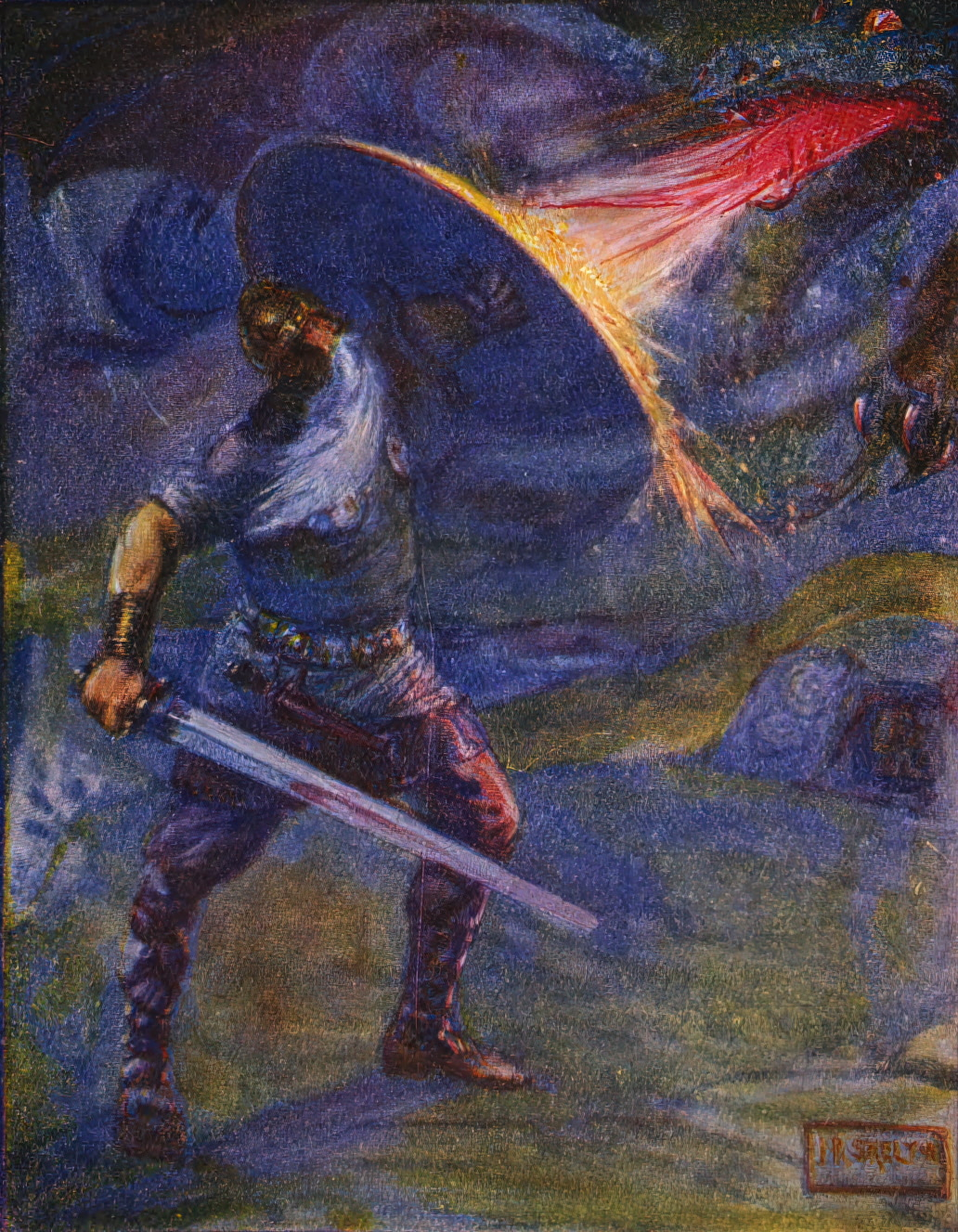
Beowulf combatte contro il drago, disegno per una serie a fumetti del 1908

- La serie di romanzi fantascientifici di Heorot, di Steven Barnes, Jerry Pournelle e Larry Niven, prende il nome dalla reggia del re Hrothgar e riprende molti altri temi del poema.
- Il Beowulf fu, per ammissione dello stesso J. R. R. Tolkien, una delle fonti di ispirazione per la sua opera.
- Numerosi film si sono ispirati al mito di Beowulf, soprattutto ripreso attraverso le interpretazioni di Gardner.
  - Beowulf è un film fantasy/fantascientifico con Christopher Lambert, del 1999.
  - Beowulf & Grendel è il titolo di un film del 2005 del regista Sturla Gunnarsson, con Gerard Butler.
  - La leggenda di Beowulf è un film fantasy interamente in computer grafica diretto da Robert Zemeckis, uscito nei cinema nel 2007, con Anthony Hopkins e Angelina Jolie.
- Anche la TV ha dedicato una serie TV ispirata a Beowulf, ovvero Beowulf: Return to the Shieldlands, con Kieran Bew nei panni dell'eroe dei Geati.

Riferimenti a Beowulf si trovano anche in molti videogiochi:
- - La leggenda di Beowulf: Il videogioco è un videogioco di genere adventure, basato sul poema originale;
  - Personaggi di nome Beowulf, o Grendel, o armi di nome Hrunting (la spada di Beowulf) appaiono anche nei seguenti giochi: Castlevania: Aria of Sorrow, CrossCode, Blacklight: Retribution, Final Fantasy Tactics, Final Fantasy VIII, Final Fantasy X, Spartan: Total Warrior, Skies of Arcadia, Too Human: inoltre, nei videogiochi Unreal Tournament 2003 e Unreal Tournament 2004, è presente una mappa dal titolo "DM-Grendelkeep" (la fortezza di Grendel)
  - Beowulf è anche un personaggio del videogioco Devil May Cry 3: Dante's Awakening, dove ricopre il ruolo di un demone di luce che darà al protagonista potenti armi.
- Il gioco da tavolo Beowulf, di Reiner Krizia, è basato sul poema.
- Il poema ha ispirato l'adattamento a fumetti Beowulf di Santiago García e David Rubín, pubblicato in Italia da Tunué[13].
- Il fumetto umoristico "Le Grosse Storie di Bewulf" è tratto da una distorta lettura del poema in chiave demenziale.
- Nella serie Star Trek: Voyager, più precisamente nell'episodio numero 12 della prima stagione dal titolo: Eroi e demoni (Heroes and demons), il guardiamarina Harry Kim (Garrett Wang) scompare dal ponte ologrammi della Voyager mentre sta utilizzando il romanzo olografico Beowulf. Tutta la puntata è una rielaborazione del mito in cui il Dottore della Voyager assume il ruolo di Beowulf e il ruolo di Grendel è impersonato da un'entità aliena ostile.
- Nella serie TV Once Upon a Time" (C'era una volta) l'episodio 6x13 Figli è dedicato a Beowulf.
- Beowulf è anche il nome di un noto progetto per il clustering parallelo.
- Beowulf ha in parte ispirato il romanzo Mangiatori di morte di Crichton.
- Il nome del re dei nani Rothgar nei romanzi del Ciclo dell'Eredità potrebbe essere ispirato al re di Heorot Hrothgar, soprattutto considerato il fatto che in lingua originale i due nomi sono anche omografi.
- Nel videogioco fantasy The Elder Scrolls V: Skyrim, della serie The Elder Scrolls, sul monte più alto di Tamriel è situato il santuario di montagna dell'ordine dei Barbagrigia, chiamato Hrothgar Alto. Potrebbe darsi che il nome, data l'omografia (anche in lingua odierna) e l'omofonia con il nome del re Hrothgar, si ispiri a quest'ultimo, essendo la suddetta serie di videogiochi di genere affine.
- Nell'EP d'esordio del gruppo neo-prog dei Marillion, Market Square Heroes del 1982, compare la lunga (17 minuti) suite Grendel.
- Nel gioco di carte collezionabili Yu-gi-oh, l'eroe dei geati è rappresentato nella carta: "D/D/D Beowulf Re Flagelladraghi"; così come altri conquistatori e scienziati storici, reali e fittizi.

### Edizioni critiche
- Kiernan, K. (ed.), Electronic Beowulf, London: British Libary, 2011, 3rd ed. (CD-rom).
- R. D. Fulk, Robert E. Bjork, J. D. Niles (eds.), Klaeber's Beowulf and the Fight at Finnsburg, Toronto: Toronto University Press, 2008, 4th ed.
- Brunetti, G. (ed. & tr.), Beowulf, Roma: Carocci ('Biblioteca Medievale - Testi'), 2003. [trad. italiana a fronte]
- Mitchell, B., Robinson, F. C. (eds.), Beowulf: an Edition with Relevant Shorter Texts, Oxford: Blackwell Publishing, 1998.
- Wrenn, C. L. (ed.), Beowulf with the Finnesburg Fragment, rev. ed. W. F. Bolton, London: Harrap, 1973.
- von Schaubert, E. (ed.), Heyne-Schückings Beowulf, 3. Teiles (1. Teil: Text; 2. Teil: Kommentar; 3.Teil: Glossar), Paderborn: Ferdinand Schöningh, 1961-1963, 18. auf.
- Dobbie, E. van Kirk (ed.), Beowulf and Judith ('The Anglo-Saxon Poetic Records', IV), New York: Columbia University Press, 1953.
- Holthausen, F. (ed.), Beowulf, nebst den kleineren Denkmälern der Heldensagen, 2. Teiles (1. Teil: Text; 2. Teil: Einleitung, Glossar und Anmerkungen), Heidelberg: Carl Winter, 1948, 8. auf.
- Wyatt, A. J. (ed.), Beowulf, with the Finnsburg Fragment, rev. ed. R. W. Chambers, Cambridge: Cambridge University Press, 1914.

### Traduzioni

#### Traduzioni italiane
- Brunetti, G. (ed. & tr.), Beowulf, Roma: Carocci ('Biblioteca Medievale - Testi'), 2003. [testo originale a fronte]
- Beowulf e il Frammento di Finnsburh, a cura di Caterina Ciuferri e David Murray, Rimini: Il Cerchio, 2000.
- Koch, L. (tr.), Beowulf, Torino: Einaudi ('I millenni'), 1987; rist. Torino: Einaudi ('ET Classici'), 2005. [testo originale a fronte dell'ed. Wrenn-Bolton, su cui è basata la traduzione italiana]

#### Traduzioni inglesi
- J. R. R. Tolkien, Beowulf. A Translation and Commentary, ed. Ch. Tolkien, London: HarperCollins, 2014. [tr. it.: Beowulf. Traduzione e commento, Milano: Bompiani ('I libri di Tolkien'), 2014]

### Fonti
- Medioevo, settembre 2010
- Marmora, G., Il mito di Beowulf: risonanze antiche e moderne. Canterano: Aracne, 2021.